# Провинција Ечизен
Ечизен (јап. 越前国) је једна од 66 историјских провинција Јапана, која је постојала од почетка 8. века (закон Таихо из 703. године) до Мејџи реформи у другој половини 19. века. Ечизен се налазио на северној обали острва Хоншу, у области Хокурику.
Царским декретом од 29. августа 1871. све постојеће провинције замењене су префектурама. Територија Ечизена одговара северном делу данашње префектуре Фукуј.

## Географија
Ечизен се на северу граничио са провинцијом Кага, на југу са провинцијама Мино и Оми, на западу са провинцијом Вакаса и Јапанским морем, а на истоку са провинцијом Хида.